# 이한갈
이한갈(1971년 9월 1일 ~ )은 대한민국의 배우이다. 1996년 SBS 6기 공채 탤런트로 선발되었다.

## 학력
- 경희대학교 체육학
- 경희대학교 언론정보대학원 대중예술학 석사

## 출연 작품

### 영화
- 《신 전래동화》 (2018년) - 이토 히로부미 역
- 《두 사람이다》 (2007년)
- 《무영검》 (2005년) - 철격대조장 역
- 《바람의 파이터》 (2004년) - 히메지닌자  역
- 《천년호》 (2003년) - 탈위 역
- 《성냥팔이 소녀의 재림》 (2002년) - 오비련 오른팔 역
- 《4발가락》 (2002년) - 곰탕 역
- 《신라의 달밤》 (2001년) - 혁수 역
- 《비천무》 (2000년) - 창룡 역
- 《태백산맥》 (1994년)

### 드라마
- 《해치》 (2019년, SBS) - 민진헌 살수 역
- 《그 겨울, 바람이 분다》 (2013년, SBS)
- 《아테나: 전쟁의 여신》 (2010년, SBS) - 영호 역
- 《근초고왕》 (2010년, KBS1) - 백제 싸울아비 역
- 《대왕 세종》 (2008년, KBS) - 강휘 역
- 《불멸의 이순신》 (2004년, KBS1) - 날발 역
- 《천년지애》 (2003년, SBS)
- 《결혼 이야기》 (2002년, KBS2)
- 《행복의 시작》 (1996년, SBS)
- 《8월의 신부》 (1996년, SBS)
- 《엄마의 깃발》 (1996년, SBS)
- 《부자유친》 (1996년, SBS)

### 예능
- 《도전! 지구탐험대》 (KBS2)
- 《슈퍼 TV 일요일은 즐거워 - 출발 드림팀》(KBS2, 2001년)